# Clytiomya vaga
Clytiomya vaga är en tvåvingeart som först beskrevs av Robineau-desvoidy 1830.  Clytiomya vaga ingår i släktet Clytiomya och familjen parasitflugor.
Artens utbredningsområde är Frankrike. Inga underarter finns listade i Catalogue of Life.